# Орден Леопарда
Национальный орден Леопарда — высшая государственная награда Демократической Республики Конго.

## История
Национальный орден Леопарда был учреждён президентом ДР Конго Мобуту Сесе Секо 22 мая 1966 года декретом № 66-330.
В 1971 году Демократическая Республика Конго была переименована в Республику Заир.
22 февраля 1977 года в статут ордена были внесены изменения.
В 1997 году, после свержения диктатуры президента Мобуту государству было возвращено прежнее название Демократическая Республика Конго.
Национальный орден Леопарда вручается за военные или гражданские заслуги перед государством.
Президент Республики по своему положению является Верховным канцлером ордена.

## Степени
Орден имеет 5 степеней:
- Кавалер Большого креста — знак ордена на чрезплечной ленте и звезда на левой стороне груди
- Гранд-офицер — знак ордена на шейной ленте и звезда на левой стороне груди
- Командор — знак ордена на шейной ленте
- Офицер — знак ордена на нагрудной ленте с розеткой
- Рыцарь — знак ордена на нагрудной ленте

## Описание
Знак ордена имеет вид восьмиконечной звезды, где первый, четвёртый и шестой лучи покрыты эмалью красного цвета, а остальные - синего, при этом второй, четвёртый, шестой и восьмой лучи (в андреевский крест) имеют вырез из которого выходит тонкий двугранный лучик (как клинок меча). Между лучами знака размещены золотые пятиконечные звездочки. В центре круглый медальон синей эмали с каймой белой эмали. В центре медальона золотое изображение леопарда. На кайме золотыми буквами «Paix — Justice — Travail».
При помощи переходного звена в виде золотой пятиконечной звезды знак ордена крепится к ленте. При награждении за военные заслуги за пятиконечной звездой размещаются два перекрещенных меча.
В период с 1977 по 1997 годы синяя эмаль на знаке была заменена на зелёную.
Знак ордена степени рыцаря серебряный.
 Первоначально орденская лента была синей с широкой красной полосой в центре, окаймлённой по бокам тонкими жёлтыми полосками.
 В 1977 году орденская лента имела цвета государственного флага Заира – зелёная лента с широкой красной полосой в центре, окаймлённой по бокам тонкими жёлтыми полосками.
 После возврата в 1997 году к прежнему названию государства орденская лента вернулась к прежним цветам.